# José López Rega
José López Rega (Buenos Aires, 17 ottobre 1916 – Buenos Aires, 9 giugno 1989) è stato un politico e poliziotto argentino.

## Biografia
Sua madre morì dandolo alla luce, a Buenos Aires. Sì sposò a 27 anni, e nel 1944 entrò nella polizia. Con l'aiuto del capo della polizia Filomeno Velazco entrò nel corpo di guardia del palazzo presidenziale, la Casa Rosada, sede dell'esecutivo di governo.

### Prima del ritorno di Perón in Argentina
Nel 1951 incontrò la veggente Victoria Montero, che lo introdusse alle pratiche esoteriche; egli divenne poi un membro della massoneria. Frequentando la casa della Montero incontrò, nel 1965, Isabelita, la terza moglie di Juan Domingo Perón. Essendosi conquistato la sua fiducia  fu inviato in Spagna, dove Perón era in esilio, per lavorare al suo seguito, e in breve divenne suo segretario particolare. Divenne in quel periodo membro della loggia massonica italiana P2. Era anche conosciuto, a causa della sua passione per l'occultismo, col soprannome di "El brujo" (lo stregone).

### In Argentina con Juan Domingo e Isabelita Perón (1973-1976)
Ritornato in Argentina nel 1973 per conto di Perón, quando Héctor José Cámpora fu democraticamente eletto presidente, egli fu nominato ministro per lo stato sociale. Quando poi fece ritorno lo stesso Perón, López Rega, tramite l'organizzazione terroristica da lui fondata, la Alianza Anticomunista Argentina, organizzò un massacro di sostenitori di sinistra di Perón (Massacro di Ezeiza), segnando una svolta nei rapporti tra la destra e la sinistra peronista, contrapponendosi, come rappresentante della prima delle due fazioni, a Héctor José Cámpora.
Molti rappresentanti della sinistra radicale lo accusarono apertamente della strage dell'aeroporto di Ezeiza, e lo stesso Perón, che durante il suo esilio in Spagna aveva appoggiato i guerriglieri della sinistra peronista che si battevano per lui, fu criticato perché ormai era nelle mani della destra e di López Rega. Vi fu una crisi di governo e Cámpora rassegnò le dimissioni. Il genero di López Rega, Raúl Alberto Lastiri, anch'egli membro della P2, divenne presidente ad interim e organizzò le elezioni. Il 23 settembre 1973 Perón, candidato con le destre, vinse con il 62% dei voti, nominando vice presidente sua moglie Isabelita, che gli succedette alla sua morte, e López Rega come ministro. In quel periodo finanziò illegalmente la sua Tripla A con fondi destinati al suo ministero.

### Dopo il rovesciamento di Isabelita (1976-1989)
Il 24 marzo 1976, Isabel Perón fu deposta da un colpo di Stato militare, e la giunta ora al potere organizzò immediatamente la guerra sporca, un piano di brutale repressione e di ogni opposizione politica. López Rega viaggiò all'estero, dalla Spagna alla Svizzera, dove visse fino al 1986. Poi, scoperto da un fotoreporter, fuggì alle Bahamas, visitando spesso Miami. Arrestato negli Stati Uniti, fu estradato in Argentina, per rispondere dei crimini perpetrati dalla sua Tripla A. Morì a Buenos Aires nel 1989 in attesa di processo.

## La Tripla A
Questa organizzazione paramilitare anticomunista agì come un vero e proprio squadrone della morte, seminando terrore e alzando il livello dello scontro fra i gruppi armati di sinistra e quelli di destra. Il suo operato era teso a destabilizzare il clima democratico per fungere da pretesto per un intervento dei militari nella vita politica del paese. Eliminò anche molti suoi oppositori politici, persone importanti e carismatiche, rendendo instabili e acefale le organizzazioni di sinistra. Spianò la strada alla dittatura del 1976 e alla guerra sporca.

## La P2
López Rega, da sempre appassionato di esoterismo, ma anche abile tessitore di nere trame politiche, era membro della loggia massonica P2, nonché amico personale di Licio Gelli. La loggia influì parecchio durante il colpo di Stato del 1976 e la successiva dittatura in Argentina. Erano membri di questa anche Emilio Eduardo Massera, membro della giunta di Videla, e Raúl Alberto Lastiri.